# Бичевка (река)
Бичевка (укр. Бічевка) — левый приток Струги, протекающий по Черниговскому району (Черниговская область, Украина). Согласно топографической карте М-36-015-А (1929 год) ручьи Струга и Бичевка при слиянии образовывают реку Бичалка.

## География
Длина — 8 км. Устье реки (село Рудка) находится на высоте 125,2 м над уровнем моря.
Русло слабо-извилистое, в верхнем течении пересыхает. В среднем течении создан крупный пруд.
Река берёт начало западнее села Мохнатин (Черниговский район). Река течёт на восток, затем — юго-восток. Впадает в Стругу на западной окраине села Рудка (Черниговский район).
Пойма вне населённых пунктов занята луговой растительностью и лесами.
Притоки (от истока к устью): безымянные ручьи
Населённые пункты на реке (от истока к устью):
Черниговский район
1. Мохнатин
2. Рудка